# Artiés
Artiés (en occitano: Arties) es una entidad de población del municipio de Alto Arán, del tercio de Artiés y Garós, en la comarca del Valle de Arán (España). Está situado en la confluencia entre el río Garona y su afluente Valarties, a 1144 metros de altitud. El nombre de Artiés es de origen vasco, de la palabra artean que significa aproximadamente "entre" y que puede aludir al hecho de que el pueblo se encuentra entre dos ríos.[cita requerida] Tiene una población de 486 habitantes censados (2021). La villa cuenta con una biblioteca pública, escuela, hoteles, comercio, y una amplia oferta de restaurantes y bares, así como también de zona deportiva al aire libre.
Está catalogado como Uno de Los Pueblos Más Bonitos de España desde el año 2023 y pertenece desde entonces a la asociación homónima.

## Historia

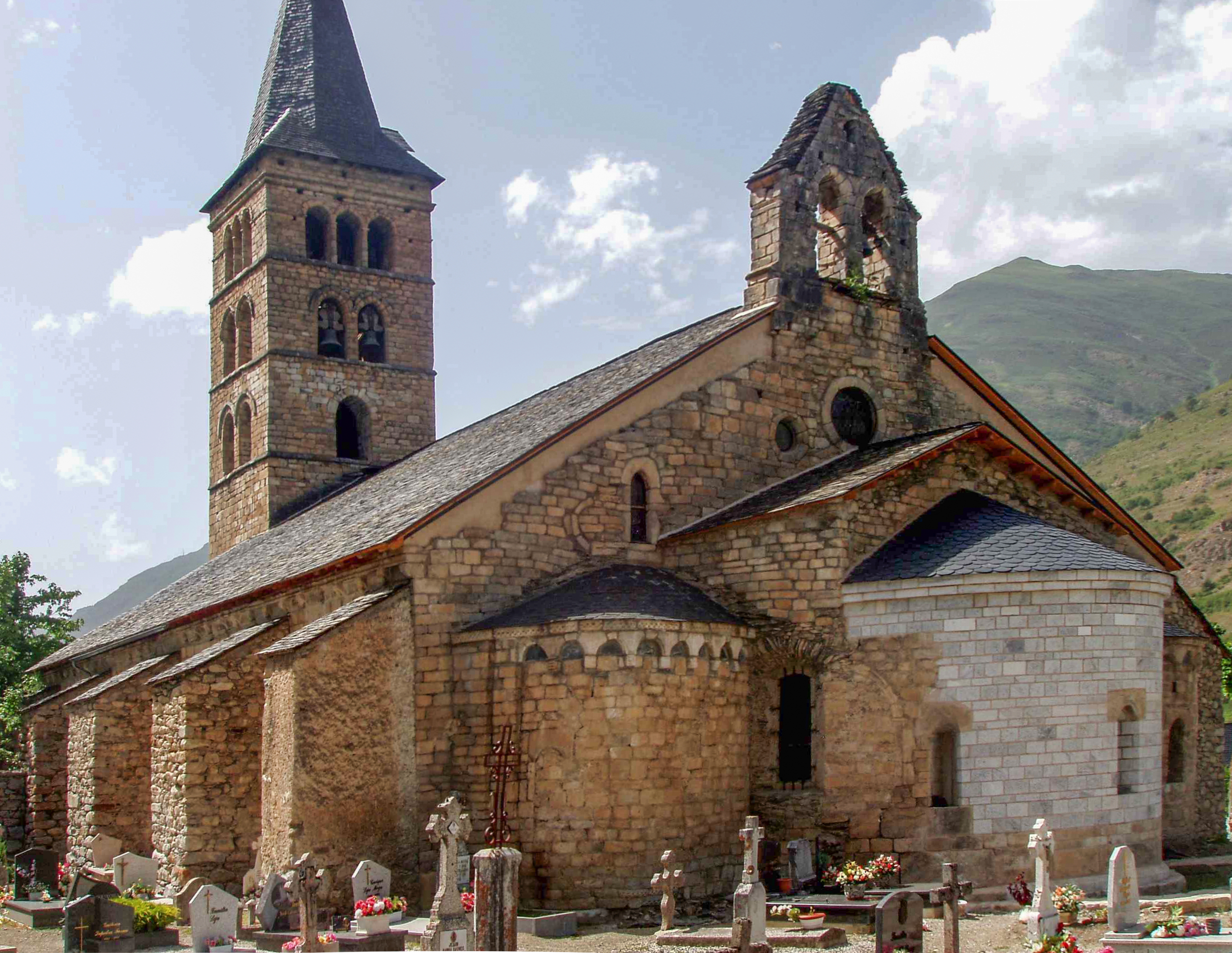
Iglesia de Santa María de Artiés

La villa de Artiés, cabecera del antiguo término municipal de Artiés, fusionado en 1968 dentro del nuevo término de Alto Arán, está situada a 1144 m de altitud, en la confluencia del río de Valarties con el Garona.
El 2 de septiembre de 1907 fue el lugar de salida de la Misión arqueológica-jurídica a la raya de Aragón, organizada por el Instituto de Estudios Catalanes con la misión de proteger el patrimonio artístico catalán. En el equipo estaba Josep Puig i Cadafalch, Guillem Maria de Brocà, Josep Gudiol i Cunill, Josep Goday y Adolf Mas.
En 1955 la compañía Sociedad Productora de Fuerzas Motrices puso en funcionamiento la central hidroeléctrica de Arties.

## Geografía humana

### Demografía
| Gráfica de evolución demográfica de Artiés entre 1842 y 1960 |
| |
| Población de derecho según los censos de población del INE Población de hecho según los censos de población del INEEntre el censo de 1857 y el anterior, crece el término del municipio porque incorpora a 255177 (Garós) Entre el censo de 1970 y el anterior, este municipio desaparece porque se integra en el municipio 25025 (Alto Aran) |

## Monumentos y lugares de interés

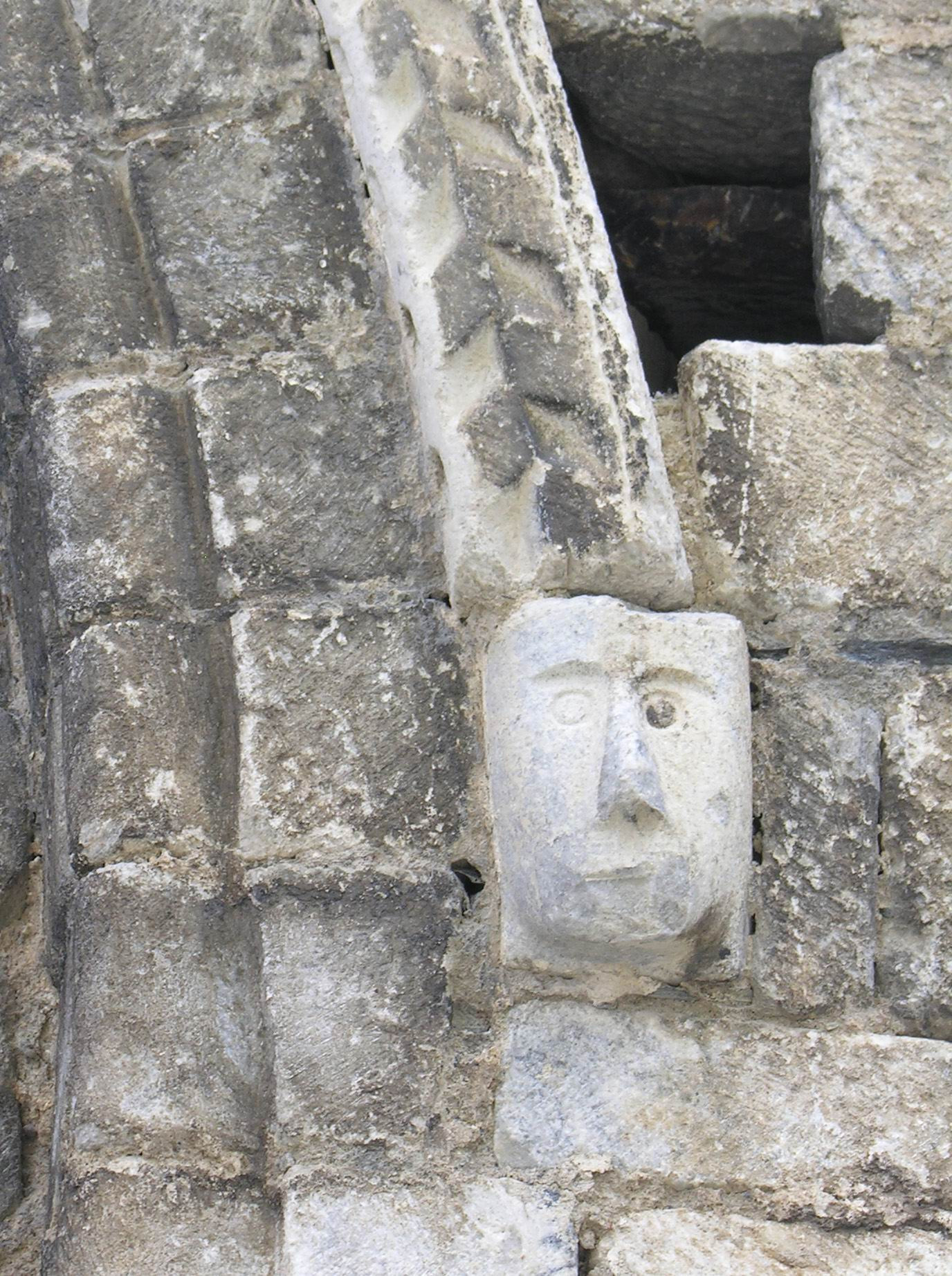
Detalle de la puerta de la iglesia

- Iglesia de Santa María de Artiés, monumento histórico-artístico de los siglos XI y XIII, en el centro antiguo del núcleo.
- Iglesia de San Juan, de estilo gótico, de principios del siglo XIV, con campanario octogonal.[6] Actualmente acoge exposiciones temporales.[7]
- Delante de la iglesia se levantan los restos del castillo de Artiés o Entrasaigües.[8]
- Torre y capilla de la Casa de los Portolà, del siglo XVI, que acoge el Parador de Turismo Gaspar de Portolá.
- Baños de Artiés, actualmente abandonados, con dos fuentes de aguas sulfurosas.
- Piscinas termales. Las dos piscinas, una de 5 x 6 metros y otra de 2 x 8 metros, están situadas junto a los Baños de Artiés, un antiguo complejo balneario con tres fuentes de aguas termales sulfurado-sódicas inutilizado desde los años 80. En la nueva instalación, independiente de la anterior, los bañistas disfrutarán de agua termal natural a una temperatura de 39 °C.

## Cultura

### Fiestas locales
- 23 de junio: Crema deth Taro
- 24 de junio: fiesta mayor, por San Juan.
- 25 de junio: romería en Sant Pelegrí.
- 25 de julio: romería en Santiago el mayor.[9]